# Karusilma oja
Karusilma oja är ett vattendrag i Estland. Det ligger i landskapet Jõgevamaa, i den centrala delen av landet, 140 km sydost om huvudstaden Tallinn.
Karusilma oja är 13 km lång och är ett högerbiflöde till Kullavere jõgi som mynnar i sjön Peipus.